# Placca della Georgia del Sud
La placca della Georgia del sud è una delle placche minori in cui è suddivisa la crosta terrestre ed è situata nel margine nord della placca di Scotia. L'isola su di essa formatasi, fa parte della contea inglese "Georgia del sud e isole Sandwich australi" le cui città più importanti, che si trovano unicamente su quest'isola, sono Grytviken e King Edward Point.